# Мара Бранкович
Мара Бранкович (нар. 1416 — пом. 14 вересня 1487), також відома як Марія-султанша, Мара-хатун, Деспіна-хатун і Америсса, — представниця середньовічної сербської династії Бранковичів, дочка Георгія Бранковича та Ірини Кантакузиної. Прославилася глибоким християнським благочестям.

## Біографія
В ході династичних угод, Мара Бранкович увійшла в гарем османського султана Мурада II.
Історія Мари описується в «Dell 'Imperadori Constantinopolitani», рукописі, який зберігається у Ватиканській бібліотеці. Документ також відомий як «рукопис Массареллі», оскільки він знайдений у працях Анжело Массареллі (1510—1566). Масареллі більш відомий як генеральний секретар Трентської ради, який фіксував щоденні події ради.
Рукопис Массареллі називає її однією з двох дочок Джураджа Бранковича та Ейрени Кантакузене. Іншою сестрою була Катерина (Канатакузіна Катаріна Бранкович або Катаріна Целєська), яка була одружена з графом Цельєвим Ульріхом II (1406—1456). «Візантійська леді: десять портретів 1250—1500» (1994) Д. М. Нікол дослідила її материнство, припустивши, що Джурадж мав попередній шлюб з дочкою Іоанна IV Требізондського. Однак його теорія не представила жодних джерел і не врахувала, що Іван IV народився між 1395 і 1417 роками. Він, навряд чи, міг бути дідусем до 1410-х років.
11 вересня 1429 року Джурадж зробив пожертву монастирю Есфігмену на Афоні. У статуті документа вказані його дружина Ірен та п'ятеро дітей. Рукопис Масареллі також називає тих самих п'яти дітей Джураджа та Ейрене. В інших генеалогіях згадується шоста дитина, Тодор Бранкович. Він міг бути дитиною, яка померла у дитинстві, і, таким чином, не відноситься до своїх братів і сестер.
Найстаршим братом, переліченим у документі Массареллі, був Гргур Бранкович. У документі 1429 року згадується його звання деспота. За даними «Пізньосередньовічних Балкани», «Критичне опитування від пізнього дванадцятого століття до османського завоювання» (1994 р.) Дж. В. А. Файна, Гргур був призначений губернатором територій південної Сербії, пов'язаних з домом Бранковича. Він був призначений Мурадом II Османської імперії в 1439 році. У квітні 1441 року Гргур був звинувачений у змові проти Мурада, а його намісництво було припинено. Він був ув'язнений в Амасі і осліплений 8 травня 1441 року. За даними Monumenta Serbica Spectantia Historiam Serbiae, Bosnie, Ragusii (1858) Франца Міклошича, Гргур та його брати підписали хартію, якою Джурадж підтвердив привілеї Республіки Рагуза. Хартія датована 17 вересня 1445 року. Відповідно до «Europäische Stammtafeln: Stammtafeln zur Geschichte der Europäischen Staaten» (1978) Детлева Швенніке, Гргур пішов у монастир під монашеським іменем «Німецький». Згідно з Файном, Гргур воскрес у 1458 році, вимагаючи спадкоємства престолу Рашки для себе чи свого сина У рукописі Массареллі згадується Гргур як неодружений. Пізніше дослідники генеалогії називають його дружину «Єлізавета». Вук Гргуревич, син Гргура, пізніше був титулярним сербським деспотом (1471—1485). Він, можливо, був нелегітимним.
Мара згадується як друга дитина в рукописі. Потім перераховуються Стефан Бранкович і «Кантакузіна», сестра з латинізованою версією прізвища матері. Пізніше дослідники генеалогії дають їй назву Катаріна. Вона вийшла заміж за Ульріха II із Целе. Останнім згаданим рідним братом був Лазар Бранкович, молодший із п'яти.

## Шлюб
Згідно з Файном, Мара була заручена з Мурадом II у червні 1431 року. Ці заручини були спробою запобігти вторгненню в Сербію Османської імперії, хоча періодичні набіги османів тривали. 4 вересня 1435 року шлюб відбувся в Едірне. Її придане включало райони Дубочиця та Топлиця.
Згідно з літописом Георгія Сфранцеса, Мара повернулася до своїх батьків, коли Мурад II помер, відносячи її повернення до 1451 року. Сфранцес зазначає, що, коли її батьки померли (у 1456—1457 рр.), Мара приєдналася до двору свого пасинка Мехмеда II. За словами Ніколя, Мара підтримувала присутність при дворі, але їй також пропонували власне маєток у «Жежево». Нікол ототожнює Єжево з сучасним поселенням Дафні поблизу Серреса. Коли Мехмед став султаном, вона часто давала йому поради. Її двір у Жежево включав сербських вельмож
Після смерті Мурада II у 1451 році, його спадкоємець Мехмед II офіційно підтвердив васалітет Георгія Бранковича. Мара Бранкович з почестями повернулася на батьківщину. Її ім'я носить область Мариово в Македонії, колишні особисті володіння, звільнені султаном від податків і присутності мусульман; а також узбережжя між Салоніками і півостровом Кассандра — Каламарія, «Добра Марія». Залишила пам'ять про себе завдяки активній підтримці і даруванням православним монастирям, в тому числі Афону. Зокрема, після падіння Константинополя (1453), Мара перевезла на Афон,в монастир Св. Павла, священні «Дари волхвів». В 1457 році помирає Георгій Бранкович, його спадкоємцем стає син Лазар. Мара, побоюючись за свою безпеку, втекла на османську територію. Близько 1459 року Мехмед дарує їй македонське місто Єжево (Ježevo) та навколишні села. А також — колишні монастирські землі біля Салонік і володіння в області Дубочица, близько нинішнього Лесковаца. До кінця життя Мехмед II з повагою ставився до мачухи і багаторазово використовував її як посередницю у дипломатичних контактах. Так, в кінці 1474 року, за її посередництвом починаються переговори між султаном і Венеціанською республікою, котрі до того моменту воювали вже дванадцять років.
Мара Бранкович сприяла виданню султанського фірману про перенесення мощей Св. Івана Рильського зі старої болгарської столиці Тирново — в Рильський монастир. Хода 1469 року було художньо описана Владиславом Граматикою, який писав, що відтепер «Западните Б'лгарскі земи пак да се освітять і так се напътят към добро». Мара також подарувала Рильскому монастирю ікону Святої Богородиці.
За Ніколем, Мару приєднали до «Жежево» її сестра «Кантакузіна» в 1469 році. Дві дами виступали посередниками між Мехмедом та Венеціанською Республікою під час першої османсько-венеціанської війни (1463—1479). У 1471 році Бранкович особисто супроводжував венеціанського посла в Порті для переговорів із султаном.
Вона зберегла свій вплив на призначення керівників Православної Церкви і залишалася впливовою під час правління наступника Мехмеда Баєзида II. Через її вплив були надані особливі привілеї грецьким православним християнам Єрусалиму, пізніше розповсюдженими на громаду Афонського монастиря. Після невдалої битви при Васлуї (Молдавія, 1475 р.) Мара зауважила, що битва була найгіршою поразкою для Османської імперії.
Доживши до глибокої старості, Мара Бранкович померла 14 вересня 1487 року в Єжево.